# Nick Merkley
Nicholas „Nick“ Merkley (* 23. Mai 1997 in Calgary, Alberta) ist ein kanadischer Eishockeyspieler, der seit August 2025 bei den Shanghai Dragons aus der Kontinentalen Hockey-Liga (KHL) unter Vertrag steht und dort auf der Position des rechten Flügelstürmers spielt.

## Karriere
Nick Merkley spielte in seiner Jugend für die Calgary Bisons und wurde beim Bantam Draft der Western Hockey League (WHL) als neunter Spieler von den Kelowna Rockets ausgewählt. In der folgenden Spielzeit kam er zunächst noch in der Alberta Midget Hockey League für die Calgary Buffaloes zum Einsatz, bevor er im Dezember 2012 erstmals für die Kelowna Rockets auf dem Eis stand. Dieses war sein einziges Spiel in der regulären Saison 2012/13, in den Playoffspielen kam er jedoch wieder für die Rockets zum Einsatz. Danach stieg der Angreifer in British Columbia zum Stammspieler auf. In der Spielzeit 2013/14 erzielte Merkley 58 Scorerpunkte und belegte mit den Rockets den ersten Platz in der Western Conference. Als punktbestes Team der regulären Spielzeit errang das Team die Scotty Munro Memorial Trophy, in den Playoffs, in denen Merkley alle Spiele absolvierte, kämpften sich die Rockets bis ins Conference-Finale vor, wo sie jedoch gegen die Portland Winterhawks ausschieden.
Durch seine guten Leistungen während der Spielzeit wurde Merkley 2014 mit der Jim Piggott Memorial Trophy als Rookie des Jahres ausgezeichnet. 2014/15 errangen die Kelowna Rockets die Meisterschaft in der Western Hockey League in Form des Ed Chynoweth Cups. Merkley erzielte 90 Scorerpunkte in 72 Spielen und nahm somit am CHL Top Prospects Game teil, außerdem wurde er in das WHL West Second All-Star Team gewählt. Beim Memorial Cup 2015 zogen die Rockets bis ins Finale ein, unterlagen dort jedoch den Oshawa Generals mit 1:4. Am Ende wurde Merkley auch in das Memorial Cup All-Star Team gewählt.
Beim NHL Entry Draft 2015 wurde der Angriffsspieler in der ersten Runde als 30. Spieler von den Arizona Coyotes ausgewählt, bei denen Merkley am 3. September 2015 einen dreijährigen Einstiegsvertrag unterzeichnete. In den folgenden beiden Spielzeiten kam Merkley allerdings weiterhin für die Kelowna Rockets zum Einsatz, in beiden Jahren schied das Team in den Playoffs im Conference-Finale aus. Ab der Saison 2017/18 kam Merkley für die Tucson Roadrunners, das Farmteam der Arizona Coyotes, in der American Hockey League zum Einsatz. Zu seinem NHL-Debüt kam Merkley am 19. Dezember 2017 bei der Niederlage gegen die Florida Panthers, jedoch wurde er nur vier Tage später wieder nach Tucson zurückgeschickt. Am 4. Januar 2018 wurde Nick Merkley für das AHL All-Star Classic ausgewählt.
Ohne eine weitere NHL-Partie für die Coyotes bestritten zu haben, wurde Merkley im Dezember 2019 samt Nate Schnarr und Kevin Bahl, einem konditionalen Erstrunden-Wahlrecht für den NHL Entry Draft 2020 sowie einem ebenso konditionalen Drittrunden-Wahlrecht für den NHL Entry Draft 2021 an die New Jersey Devils abgegeben. Im Gegenzug wechselten Taylor Hall und Blake Speers nach Arizona. Zur Off-Season im Herbst 2020 schloss sich Merkley auf Leihbasis Porin Ässät aus der finnischen Liiga an und kehrte mit Beginn der Saisons in Nordamerika wieder zu den Devils zurück. Nach der Saison 2020/21 gab ihn New Jersey allerdings im Tausch für Christián Jaroš an die San Jose Sharks ab. In Kalifornien spielte er jedoch nur bis März 2022, als er im Tausch für Anthony Bitetto weiter zu den New York Rangers transferiert wurde.
Nachdem er dort bis zum Saisonende nur beim AHL-Farmteam Hartford Wolf Pack zum Einsatz gekommen war, wechselte er im August 2022 zum HK Dinamo Minsk aus der Kontinentalen Hockey-Liga (KHL). Beim belarussischen Hauptstadtklub stand Merkley zwei Spielzeiten unter Vertrag, ehe er sich im Juli 2024 für ein Jahr dem Ligakonkurrenten Awtomobilist Jekaterinburg anschloss. Im August 2025 folgte mit dem chinesischen Teilnehmer Shanghai Dragons Merkleys dritte KHL-Station.

### International
Im Januar 2014 nahm Nick Merkley für das Team Canada Pacific an der World U-17 Hockey Challenge teil. In der Gruppenphase konnte die Mannschaft alle Spiele für sich entscheiden und zog danach bis ins Finale ein, wo die Mannschaft gegen das Team aus den Vereinigten Staaten mit 0:4 verlor und somit die Silbermedaille errang. Im August gleichen Jahres war Merkley Teil der kanadischen U18-Nationalmannschaft, die mit einem Finalsieg über Schweden das Ivan Hlinka Memorial Tournament gewann.

## Erfolge und Auszeichnungen
| - 2014 Jim Piggott Memorial Trophy - 2015 Teilnahme am CHL Top Prospects Game - 2015 Ed-Chynoweth-Cup-Gewinn mit den Kelowna Rockets | - 2015 WHL West Second All-Star Team - 2015 Memorial Cup All-Star Team - 2018 Teilnahme am AHL All-Star Classic |

### International
- 2014 Silbermedaille bei der World U-17 Hockey Challenge
- 2014 Goldmedaille beim Ivan Hlinka Memorial Tournament

## Karrierestatistik
Stand: Ende der Saison 2024/25

### International
Vertrat Kanada bei:
- World U-17 Hockey Challenge im Januar 2014
- Ivan Hlinka Memorial Tournament 2014

(Legende zur Spielerstatistik: Sp oder GP = absolvierte Spiele; T oder G = erzielte Tore; V oder A = erzielte Assists; Pkt oder Pts = erzielte Scorerpunkte; SM oder PIM = erhaltene Strafminuten; +/− = Plus/Minus-Bilanz; PP = erzielte Überzahltore; SH = erzielte Unterzahltore; GW = erzielte Siegtore; 1 Play-downs/Relegation; Kursiv: Statistik nicht vollständig)